# Jeremiasz Falck
Jeremiasz Falck (ur. ok. 1610 w Gdańsku, zm. w 1677 tamże) – XVII-wieczny rytownik, uznawany za jednego z czołowych w Europie w XVII w.

## Życiorys
Nie ma pewnych informacji o młodości artysty i o tym, u kogo się kształcił w zakresie sztuki grawerskiej. Najstarszym znanym dziełem tego artysty jest nie grawerunek, a malowany obraz z 1629 z jego sygnaturą. W 1639 roku wyjechał do Paryża, gdzie pracował do 1645. Tworzył tam miedzioryty ze scenami mitologicznymi lub alegorycznymi, m.in. przedstawienia czterech pór roku. Powstawały one na zamówienie francuskich wydawców. W 1646 powrócił do rodzinnego miasta i podjął długoletnią współpracę z tamtejszym wydawcą i księgarzem Georgiem Försterem. W 1649 wyjechał do Sztokholmu, by w roku następnym zostać tam nadwornym rytownikiem królowej szwedzkiej Krystyny, które to stanowisko piastował do jej abdykacji w 1654. Następnie krótko mieszkał w Kopenhadze, Gdańsku i Amsterdamie, aż do osiedlenia się w Hamburgu w 1657, gdzie oprócz prac grawerskich zajął się działalnością wydawniczą i handlem dziełami sztuki. Po paru latach powrócił do Gdańska, gdzie mieszkał do śmierci. Spoczął w kościele św. Piotra i Pawła.
J. Falck ożenił się w 1650 r. z Gdańszczanką Anną z d. Mercator. Miał córki Annę Magdalenę i Zuzannę Marię oraz syna Gerharda.
Tworzył głównie miedzioryty, ale znane są też, zwłaszcza z wczesnego etapu twórczości ryciny wykonane techniką akwaforty. Wykonał około 500 sztychów (Gosieniecka podaje, że ok. 300), przeważnie portretów dostojników świeckich i kościelnych polskich (m.in. Bogusława Radziwiłła, Hieronima Radziejowskiego, Łukasza Opalińskiego, Andrzeja Leszczyńskiego) oraz szwedzkich i francuskich, a także patrycjuszy i uczonych gdańskich (np. Konstantego Ferbera, Jana Heweliusza). Ponadto kilka portretów władców polskich, szwedzkich, duńskich i francuskich (m.in. Władysława IV, Krystyny, Wazy, Fryderyka III duńskiego, Ludwika XIII) i całopostaciowa rycina znanego francuskiego aktora Guillot-Gorju, powstała jeszcze we wczesnym etapie twórczości, podczas pracy w Paryżu. Falcot był twórcą różnorodnym tematycznie, toteż oprócz portretów stworzył także ryciny przedstawiające anatomię człowieka, dzieła sztuki, zarówno obrazy włoskich malarzy z kolekcji Holendra Gerrita Reynsta (18 sztychów), jak i np. przedstawiające bramy triumfalne postawione w Gdańsku na część Marii Ludwiki, przybywającej do kraju na ślub z Władysławem IV (1646). Ważną dziedziną artystycznej działalności Falcka było grawerowanie ilustracji książkowych, w tym na strony tytułowe dzieł Jana Heweliusza (Selenographia oraz Machinae coelestis) i dla licznych książek wydawanych przez Georga Förstera, takich autorów jak m.in. Jerzy Ossoliński (Orationes), Andrzej Maksymilian Fredro czy Jan Dymitr Solikowski. Falck
uważany jest też za jednego z najlepszych w ówczesnej Europie autorów rytowników rycin przedstawiających rośliny, chociaż atrybucja wielu z nich jest dyskusyjna. Sobecka w 2015, po przeprowadzeniu badań tego działu twórczości przypisywanej artyście uznała, że jest on pewnym autorem ryciny Feuille d’orfèvrerie z lat 40. XVII w. i cyklu rycin o tematyce botanicznej pt. Novae et exquisitae FLORUM ICONES, wydanego w Hamburgu w 1662 roku (pierwsze wydanie, 12 kart) i w poszerzonej wersji (16 kart, przy czym nowe karty były autorstwa innego grawera) w 1675 w Amsterdamie. Cykl ten był kilkakrotnie kopiowany z drobnymi zmianami przez innych twórców, a niektóre z rycin tej serii wykorzystywano w późniejszych wydawnictwach kompilujących florystyczne dzieła różnych twórców. Sobecka wskazała Falcka jako prawdopodobnego autora większości rycin drugiego cyklu botanicznego pt. Verscheyde Nieuwe TULPEN (ok. 1656, 1657). Pozostałe przypisywane Falckowi w starszej literaturze ryciny flory Sobecka uznała za stworzone przez innych grawerów, choć część z nich wzorowała się na kompozycjach Falcka.
Prawie wszystkie znane dzieła Falcka są rytowane nie na podstawie własnych rysunków, a z obrazów lub rycin innych artystów. Jako rytownik uważany był za jednego z czołowych w Europie w swoich czasach i za najlepszego w Rzeczypospolitej. Stworzył swój typ rytowanego portretu – w owalu, z tłem w postaci koncentrycznych linii. Szczytowy okres twórczości Falcka zaczął się po opuszczeniu Francji i trwał aż do pobytu w Hamburgu włącznie. W starszej literaturze podaje się, że swe prace przeważnie sygnował dodawanymi do imienia, nazwiska przydomkami "Polonus" i/lub "Gedanensis" (np. „Jeremias Falck Polonus”), jednak analiza napisów na obrazach artystów i katalogu jego dzieł opublikowana w 2017 wykazała, że tego drugiego przydomka nie użył na żadnym swoim dziele, a "Polonus" stosował rzadko.
Patron ulicy Falcka Polonusa na gdańskich Stogach oraz tramwaju Pesa Swing 120NaG SWING Gdańskich Autobusów i Tramwajów o numerze bocznym 1028.